# Кокал-ди-Телья

Кокал-ди-Телья на карте штата.

Кокал-ди-Телья (порт. Cocal de Telha) — муниципалитет в Бразилии, входит в штат Пиауи. Составная часть мезорегиона Северо-центральная часть штата Пиауи. Входит в экономико-статистический микрорегион Кампу-Майор. Население составляет 4525 человек на 2010 год. Занимает площадь 282,106 км². Плотность населения — 16,04 чел./км².

## Демография
Согласно сведениям, собранным в ходе переписи 2010 г. Национальным институтом географии и статистики (IBGE), население муниципалитета составляет:
| Полное население                               | Полное население                               | Полное население                               | Полное население                               | 4525  |
| ---------------------------------------------- | ---------------------------------------------- | ---------------------------------------------- | ---------------------------------------------- | ----- |
| в том числе:                                   | Городское население                            | 2667                                           | Процент городского населения, %                | 58,94 |
|                                                | Сельское население                             | 1858                                           | Процент сельского населения, %                 | 41,06 |
|                                                | Мужское население                              | 2207                                           | Процент мужского населения, %                  | 48,77 |
|                                                | Женское население                              | 2318                                           | Процент женского населения, %                  | 51,23 |
| Плотность населения, чел/км²                   | Плотность населения, чел/км²                   | Плотность населения, чел/км²                   | Плотность населения, чел/км²                   | 16,04 |
| Население муниципалитета в % к населению штата | Население муниципалитета в % к населению штата | Население муниципалитета в % к населению штата | Население муниципалитета в % к населению штата | 0,15  |

По данным оценки 2016 года, население муниципалитета — 4621 житель.

## Статистика
- Валовой внутренний продукт на 2003 год составляет 6 662 610,00 реалов (данные: Бразильский институт географии и статистики).
- Валовой внутренний продукт на душу населения на 2003 год составляет 1584,83 реалов (данные: Бразильский институт географии и статистики).
- Индекс развития человеческого потенциала на 2000 год составляет 0,597 (данные: Программа развития ООН).